# Trell Kimmons
Trell Kimmons (ur. 13 lipca 1985 w Coldwater) – amerykański lekkoatleta, specjalizujący się w biegach sprinterskich.
Mistrz świata juniorów (Grosseto 2004) w sztafecie 4 × 100 m i aktualny rekordzista świata juniorów w tej konkurencji (38,66 – Grosseto 18/07/2004). Czwarty zawodnik halowych mistrzostw świata w biegu na 60 m (Doha 2010). Medalista mistrzostw USA.

## Rekordy życiowe
- bieg na 100 metrów – 9,95 – Oslo 19/08/2010
- bieg na 200 metrów – 20,37 – Eugene 28/06/2009
- bieg na 60 metrów (hala) – 6,45 – Albuquerque 26/02/2012